# آکاز سی-۲
آکاز سی-۲ (به انگلیسی: ACAZ_C.2) یک هواگرد ملخ‌پیشین تک‌موتوره از نوع  هواپیمای جنگنده ساخت شرکت ACAZ (Ateliers de Construction Aeronautique de Zeebruge) است. هواگرد آکاز سی-۲ نخستین پروازش را در ۱۹۲۶ میلادی انجام داد. در مجموع، تعداد ۱ فروند از این هواگرد ساخته شده‌است.